# Ana Poljska
Poljska princesa Ana (1366–1425) je bila poljska princesa, rojena v hiši Piast, po poroki pa je bila grofica Celjska, imenovana tudi Celjska, srednjeveška fevdalna dinastija znotraj Svetega rimskega cesarstva. Bila je vplivna ženska v poljski politiki.

## Biografija
Bila je hči poljskega kralja Kazimirja III. (1309–1370), ki ga ni nasledila Ana niti kateri koli od Kazimirjevih lastnih potomcev, temveč Kazimirjev nečak, ogrski kralj Ludvik I. Anina mati je bila Kazimirjeva četrta žena Hedvika Saganska (um. 1390). Anine starejše polsestre so bile že mrtve, čeprav je ena od njih pustila otroke. Ana je bila najstarejši otrok v tem četrtem zakonu, ki na žalost kralju Kazimirju ni dal sinov.
Leta 1380 se je Ana poročila s celjskim grofom Viljemom (1361–1392), moškim, ki ga je Anin prvi bratranec, kralj Ludvik I., izbral med svojimi zavezniki na ogrski južni meji. Imela sta enega samega preživelega otroka, hčerko, znano kot Ana Celjska (1386–1416). Leta 1394 se je ovdovela Ana poročila z Ulrikom, vojvodo Teškim (umrl 1432).
Medtem je poljski prestol leta 1386 prešel na Jogailo, velikega vojvodo Litve. Ko je leta 1399 umrla njegova prva žena, kraljica Jadwiga (Anina prva sestrična, nekoč odstranjena) brez preživelih otrok, je Jogaila poiskal ženo med dediči poljskega kraljestva, ki je bilo Hedvikina dediščina. Vojvodinja Ana je želela ponovno pridobiti Poljsko za svoje dediče, potomce Kazimirja III., in pridobiti oblast v svoji domovini. Da bi to dosegla, je  leta 1401 ali 1402 poročila svojo mlado hčerko Ano z ovdovelim kraljem, ki je bil takrat star okoli 50 let. Leta 1408 je rodila hčer Hedviko Jagielonsko.
Vojvodinja Teška je delovala, da bi izboljšala položaj svoje hčere in vnukinje na Poljskem. Ko je njena hči leta 1416 umrla in ni zapustila preživelega otroka (razen Hedvike), se je Jogaila leta 1417 poročil z  Elizabeto iz Pilice, in nato leta 1420 s Sofijo Halšansko, od katerih nobena ni bila potomka Pjastovskih kraljev Poljske. Tako ni mogel več najti neveste, ki bi imela nasledstveno pravico do kraljevine. 
Leta 1421 je bila Anina vnukinja zaročena z bodočim Friderikom II., volilnim knezom Brandenburškim (1413–1471), drugim sinom Friderika I., volilnega kneza Brandenburškega. Skupina poljskih plemičev, vključno z Ano, je želela, da bi Hedviga in njen predvideni mož nasledila Jogailo vsaj na Poljskem, namesto njenih polbratov, njegovih sinov po Sofiji.
Ana je umrla leta 1425, zaradi česar je Hedvika ostala brez močnih sorodnikov, ki bi podpirali njen položaj. Ker je Hedvika umrla (domnevno zastrupljena) leta 1431 brez potomcev, je Anino poreklo izumrlo pred Jogailovo smrtjo leta 1434.

## Družina
Leta 1380 se je Ana Poljska poročila s Celjskim grofom Viljemom (1361–1392). Imela sta enega samega preživelega otroka:
- Ana Celjska (1386–1416), poročena z velikim litovskim knezom Jogajlom, ki se je poljskega kralja imenoval Vladislav II.
  - Hedvika Jagielonska, umrla stara 23 let.

Leta 1394 se je ovdovela Ana Poljska poročila z Ulrichom, vojvodo Teškim (umrl 1432).